# ميخائيل غوغان
ميخائيل غوغان (بالإنجليزية: Michael Gaughan)‏ هو مالك فريق ناسكار ‏ وشخصية أعمال أمريكي، ولد في 24 مارس 1943 في أوماها في الولايات المتحدة.